# Accademia nazionale di danza
L'Accademia nazionale di danza è un istituto di alta cultura per lo studio delle discipline coreutiche inserito nel comparto dell'alta formazione artistica e musicale che ha sede in Roma, a largo Arrigo VII, sul colle Aventino. L'accademia è organizzata nel dipartimento di arte coreutica e può rilasciare diplomi accademici di primo livello e di secondo livello, rispettivamente equipollenti, nell'ambito dei concorsi pubblici, alla laurea e alla laurea magistrale.

## Storia
Fondata nel 1940 a Roma grazie a Jia Ruskaja, nome d'arte di Eugenia Borissenko, inizialmente il suo nome fu "Regia scuola nazionale di danza" ed era annessa all'Accademia nazionale d'arte drammatica. Nel 1948 acquisì autonomia amministrativa. La prima insegnante fu Giuliana Penzi, allieva di Cia Fornaroli. Altri maestri di danza furono Clotilde e Alexander Sakharoff e David Lichine, nel 1950, e in seguito Kurt Jooss e Jean Cébron. Nel 1958 fu creato il "Centro nazionale coreutico": un comitato costituito dagli elementi di spicco dei corpi di ballo della Scala, del San Carlo e dell'Opera di Roma tra i quali Olga Amati e Guido Lauri. Nel 1999 l'Accademia nazionale di danza è stata trasformata in Istituto superiore di studi coreutici, unico istituto di livello universitario dedicato esclusivamente alla formazione di ballerini, insegnanti e coreografi.

## Direttori
- Jia Ruskaja (1940-1970)
- Giuliana Penzi (1970-1989)
- Lia Calizza (1989-1996)
- Margherita Parrilla (1996-2013), con Pina Bausch direttore onorario dal 2006 al 2009
- Bruno Carioti, commissario straordinario (2013-2014)
- Giovanna Cassese (2014-2015) commissario straordinario
- Bruno Carioti (2015-2016)
- Giulio Vesperini (2016-2017) commissario straordinario
- Maria Enrica Palmieri (2017-2023)
- Anna Maria Galeotti (dal 2023)